# 杜家台站
杜家台站是位于内蒙古自治区巴彦淖尔市临河区八一乡的一个铁路车站，邮政编码15006。车站建于1957年，有包兰铁路经过该站，现已废弃并拆除，车站及其上下行区间均为电气化区段。车站距离包头站205公里，隶属呼和浩特铁路局，是五等站。